# سيوخسو هاشم (غلامان)
سیوخسو هاشم (بالفارسية: سیوخسوهاشم) هي قرية تقع في إيران في قسم غلامان الريفي. يقدر عدد سكانها بـ 1,359 نسمة .